# Iván Kotliarevski
Iván Petróvich Kotliarevski (ucraniano: Іван Петрович Котляревський) (9 de septiembre [OS 29 de agosto] de 1769, Poltava - noviembre 10 [OS 29 de octubre] de 1838, Poltava, Imperio ruso, actualmente Ucrania) fue un escritor ucraniano, poeta y dramaturgo, activista social, considerado como el pionero de la literatura ucraniana moderna. Kotliarevski fue veterano de la Guerra ruso-turca.

## Biografía

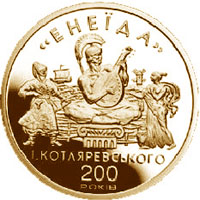
Moneda de oro de Ucrania dedicada al 200.º aniversario de "Eneida" de Kotliarevski, 1998.

Kotliarevski nació en la ciudad ucraniana de Poltava. Tras estudiar en el Seminario Teológico de Poltava (1780-1789), trabajó como profesor en fincas rurales, donde se familiarizó con la vida popular de Ucrania y la lengua vulgar campesina. Sirvió en el ejército imperial ruso entre 1796 y 1808 en el Regimiento de Síverski Mosquetón. Kotliarevski participó en la Guerra ruso-turca (1806-1812) como capitán de durante el tiempo en el cual las tropas rusas sitiaron a la ciudad de Izmail.

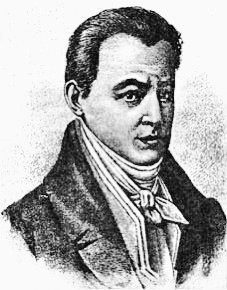
Iván Kotliarevski

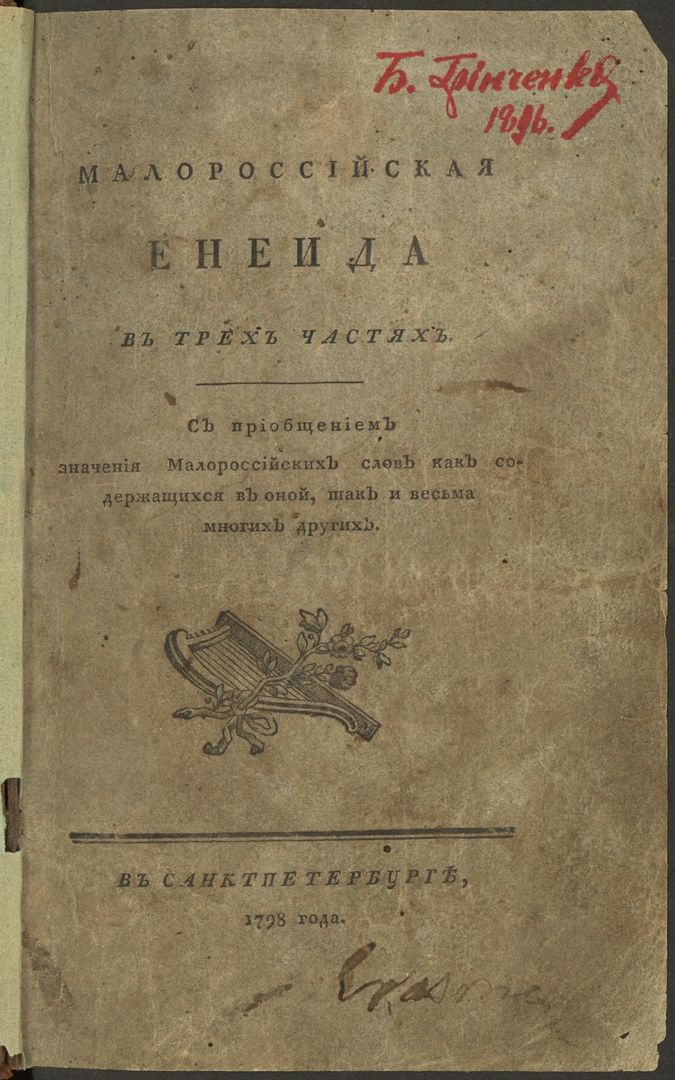
Primera edición de la Eneida de Kotliarevski, 1798.

En 1808 se retiró del ejército. En 1810 se convirtió en el administrador de una institución para la educación de los hijos de los nobles que lo habían perdido todo. 
En 1812, durante la invasión francesa de la Rusia Imperial, organizó el 5.º Regimiento de cosacos de Ucrania en la ciudad de Horoshin (uyezd de Jorol, gobernación de Poltava) bajo la condición de que permaneciera después de la guerra como regimiento militar permanente. Para el cual recibió el título de mayor.
Fue asistente de producción teatral durante la residencia del gobernador general en el Poltava y fue el director artístico del Teatro Libre de Poltava entre 1812 y 1821. En 1818 fue miembro de la Logia masónica de Poltava, El amor por la Verdad (ucraniano: Любов до істини) junto con Vasil Lukashevich, V. Tarnovski entre otros.  [4] Kotliarevski participó en la compra de Mijaíl Shchepkin. De 1827 a 1835 dirigió varias organizaciones filantrópicas.

## El primer escritor moderno de Ucrania
El poema heroico-burlesco de 1798, Eneida de Iván Kotliarevski (ucraniano: Енеїда), es considerado como la primera obra literaria publicada en su totalidad en ucraniano moderno. Aunque era un lenguaje usado cotidianamente por millones de personas en Ucrania, su uso en la literatura fue desaconsejado oficialmente en la zona controlada por la Rusia Imperial.
Eneida es una parodia de la Eneida de Virgilio, donde Kotliarevski transformó a los héroes de Troya en cosacos de Zaporiyia. Los críticos creen que fue inspirado en la destrucción de Zaporiyia por orden de Catalina la Grande.
Sus dos obras de teatro, que también clásicos vivos, Natalka Poltavka y Moskal-Charivnik (El moscovita-Hechicero), se convirtieron en motivación para la creación de la ópera Natalka Poltavka y el crecimiento del teatro nacional de Ucrania.

“al amor a la Patria que es glorificado ninguna fuerza enemiga podrá resistir, un pecho será más fuerte que los fusiles.”
(любов к Отчизні де героїть, там сила вража не устоїть, там грудь сильніша від гармат) 

—Iván Kotliarevski